# Харт, Джош
Джош Харт (англ. Josh Hart; родился 6 марта 1995 года в Силвер-Спринге, штат Мэриленд, США) — американский профессиональный баскетболист, выступающий за команду «Нью-Йорк Никс» в Национальной баскетбольной ассоциации. Играет на позиции атакующего защитника. На студенческом уровне выступал за команду университета Вилланова «Вилланова Уайлдкэтс». Был выбран на драфте НБА 2017 года под 30-м номером командой «Юта Джаз».

## Карьера

### Лос-Анджелес Лейкерс (2017—2019)
На драфте НБА 2017 года Харт был выбран под общим 30-м номером командой «Юта Джаз» и был обменян в «Лос-Анджелес Лейкерс». В первом матче в стартовом составе 14 декабря 2017 года против «Кливленд Кавальерс» Джош сделал дабл-дабл из 11 очков и 10 подборов. В последней игре сезона против «Лос-Анджелес Клипперс» Харт впервые в карьере набрал 30 очков, он забил 7 трёхочковых бросков.
Джош Харт был назван MVP Летней лиги НБА 2018.

### Нью-Орлеан Пеликанс (2019—2022)
6 июля 2019 года вместе с Брэндоном Инргэмом, Лонзо Боллом, драфт-правами на Де’Андре Хантера и выборами в первом раунде был обменян в «Нью-Орлеан Пеликанс» на Энтони Дэвиса.

### Портленд Трэйл Блэйзерс (2022—2023)
8 февраля 2022 года «Портленд Трэйл Блэйзерс» приобрели Харта, Никейла Александра-Уокера, Томаша Саторанского, Диди Лозаду, защищенный выбор первого раунда драфта 2022 года, лучший выбор второго раунда драфта 2026 года у «Нового Орлеана» и «Портленда» и выбор второго раунда драфта 2027 года от «Нового Орлеана» в обмен на Си Джей Макколлума, Ларри Нэнса (младшего) и Тони Снелла.
12 марта Харт набрал максимальные за карьеру 44 очка, а также 8 подборов и 6 передач, в победе над «Вашингтон Уизардс».
7 ноября 2022 года Харт набрал 12 очков, девять подборов и восемь передач, а также забросил победный трёхочковый в матче с «Майами Хит».

### Нью-Йорк Никс (2023—настоящее время)
9 февраля 2023 года Харт был обменян в «Нью-Йорк Никс» в результате четырёхстороннего обмена. 11 февраля он дебютировал в новом клубе, набрав 11 очков в матче против клуба «Юта Джаз».
10 августа 2023 года Харт подписал с клубом «Нью-Йорк Никс» продление контракта на четыре года и 81 миллион долларов. 30 января 2024 года Харт сделал свой первый в карьере трипл-дабл, набрав 10 очков, 10 подборов и 10 передач в победе над «Ютой Джаз» (118-103). 8 февраля Харт сделал второй в карьере трипл-дабл, набрав 23 очка, 10 подборов и 12 передач в поражении от «Даллас Маверикс» (108-122). 26 февраля Харт сделал победный бросок в матче с «Детройт Пистонс» (113-111). 18 марта Харт отыграл все 48 минут в победе над «Голден Стэйт Уорриорз», присоединившись к Клайду Фрейзеру и Джерри Лукасу как единственным игрокам в истории франшизы, которым удалось совершить этот подвиг. 20 апреля в первой игре первого раунда против «Филадельфии Севенти Сиксерс» Харт набрал 22 очка и взял 13 подборов в победе со счетом 111-104.
30 декабря 2024 года Харт оформил трипл-дабл из 23 очков, 15 подборов и 10 передач в победе над «Вашингтон Уизардс» со счетом 126-106.
В следующей игре 1 января 2025 года Харт оформил еще один трипл-дабл, набрав 15 очков, 14 подборов и 12 передач в победе над «Ютой Джаз» со счетом 119-103. Он стал пятым игроком в истории «Никс», которому удалось сделать трипл-дабл в двух матчах подряд, присоединившись к Ричи Герину, Джерри Лукасу, Уолту Фрейзеру и Мишелю Рэю Ричардсону. 25 марта Харт записал на свой счет 16 очков, 12 подборов и 11 передач в победе над «Даллас Маверикс» со счетом 128:113, установив рекорд франшизы по количеству трипл-даблов за сезон - девять.
12 мая 2025 года Харт был удостоен ежегодной награды НБА по лидерству по минутам за матч в сезоне 2024/25, проводя в среднем 37,6 минуты за игру. В 6-й игре полуфинала Восточной конференции Харт набрал 10 очков, 11 подборов и 11 передач в победе над чемпионом «Бостон Селтикс» со счетом 119:81. Это был третий трипл-дабл в истории плей-офф во франшизе и первый со времен Уолта Фрейзера в 1972 году.

## Статистика

### Статистика в НБА
| Сезон                                                                                    | Команда    | Регулярный сезон | Регулярный сезон | Регулярный сезон | Регулярный сезон | Регулярный сезон | Регулярный сезон | Регулярный сезон | Регулярный сезон | Регулярный сезон | Регулярный сезон | Регулярный сезон | Серия плей-офф | Серия плей-офф | Серия плей-офф | Серия плей-офф | Серия плей-офф | Серия плей-офф | Серия плей-офф | Серия плей-офф | Серия плей-офф | Серия плей-офф | Серия плей-офф |
| Сезон                                                                                    | Команда    | GP               | GS               | MPG              | FG%              | 3P%              | FT%              | RPG              | APG              | SPG              | BPG              | PPG              | GP             | GS             | MPG            | FG%            | 3P%            | FT%            | RPG            | APG            | SPG            | BPG            | PPG            |
| ---------------------------------------------------------------------------------------- | ---------- | ---------------- | ---------------- | ---------------- | ---------------- | ---------------- | ---------------- | ---------------- | ---------------- | ---------------- | ---------------- | ---------------- | -------------- | -------------- | -------------- | -------------- | -------------- | -------------- | -------------- | -------------- | -------------- | -------------- | -------------- |
| 2017/18                                                                                  | Лейкерс    | 63               | 23               | 23,2             | 46,9             | 39,6             | 70,2             | 4,2              | 1,3              | 0,7              | 0,3              | 7,9              | Не участвовал  | Не участвовал  | Не участвовал  | Не участвовал  | Не участвовал  | Не участвовал  | Не участвовал  | Не участвовал  | Не участвовал  | Не участвовал  | Не участвовал  |
| 2018/19                                                                                  | Лейкерс    | 67               | 22               | 25,6             | 40,7             | 33,6             | 68,8             | 3,7              | 1,4              | 1,0              | 0,6              | 7,8              | Не участвовал  | Не участвовал  | Не участвовал  | Не участвовал  | Не участвовал  | Не участвовал  | Не участвовал  | Не участвовал  | Не участвовал  | Не участвовал  | Не участвовал  |
| 2019/20                                                                                  | Нью-Орлеан | 65               | 16               | 27,0             | 42,3             | 34,2             | 73,9             | 6,5              | 1,7              | 1,0              | 0,4              | 10,1             | Не участвовал  | Не участвовал  | Не участвовал  | Не участвовал  | Не участвовал  | Не участвовал  | Не участвовал  | Не участвовал  | Не участвовал  | Не участвовал  | Не участвовал  |
| 2020/21                                                                                  | Нью-Орлеан | 47               | 4                | 28,7             | 43,9             | 32,6             | 77,5             | 8,0              | 2,3              | 0,8              | 0,3              | 9,2              | Не участвовал  | Не участвовал  | Не участвовал  | Не участвовал  | Не участвовал  | Не участвовал  | Не участвовал  | Не участвовал  | Не участвовал  | Не участвовал  | Не участвовал  |
| 2021/22                                                                                  | Нью-Орлеан | 41               | 40               | 33,5             | 50,5             | 32,3             | 75,3             | 7,8              | 4,1              | 1,1              | 0,3              | 13,4             | Не участвовал  | Не участвовал  | Не участвовал  | Не участвовал  | Не участвовал  | Не участвовал  | Не участвовал  | Не участвовал  | Не участвовал  | Не участвовал  | Не участвовал  |
| 2021/22                                                                                  | Портленд   | 13               | 13               | 32,1             | 50,3             | 37,3             | 77,2             | 5,4              | 4,3              | 1,2              | 0,2              | 19,9             | Не участвовал  | Не участвовал  | Не участвовал  | Не участвовал  | Не участвовал  | Не участвовал  | Не участвовал  | Не участвовал  | Не участвовал  | Не участвовал  | Не участвовал  |
| 2022/23                                                                                  | Портленд   | 51               | 51               | 33,4             | 50,4             | 30,4             | 73,1             | 8,2              | 3,9              | 1,1              | 0,2              | 9,5              | Не участвовал  | Не участвовал  | Не участвовал  | Не участвовал  | Не участвовал  | Не участвовал  | Не участвовал  | Не участвовал  | Не участвовал  | Не участвовал  | Не участвовал  |
| 2022/23                                                                                  | Нью-Йорк   | 25               | 1                | 30,0             | 58,6             | 51,9             | 78,9             | 7,0              | 3,6              | 1,4              | 0,5              | 10,2             | 11             | 5              | 32,1           | 47,9           | 31,3           | 63,6           | 7,4            | 2,2            | 0,8            | 0,3            | 10,4           |
| 2023/24                                                                                  | Нью-Йорк   | 81               | 42               | 33,4             | 43,4             | 31,0             | 79,1             | 8,3              | 4,1              | 0,9              | 0,3              | 9,4              | 13             | 13             | 42,1           | 44,0           | 37,3           | 72,9           | 11,5           | 4,5            | 1,0            | 0,8            | 14,5           |
|                                                                                          | Всего      | 453              | 212              | 29,2             | 45,9             | 34,4             | 74,8             | 6,6              | 2,7              | 1,0              | 0,3              | 9,8              | 24             | 18             | 37,5           | 45,5           | 35,2           | 70,0           | 9,6            | 3,5            | 0,9            | 0,5            | 12,6           |
| Наведите курсор мыши на аббревиатуры в заголовке таблицы, чтобы прочесть их расшифровку. |            |                  |                  |                  |                  |                  |                  |                  |                  |                  |                  |                  |                |                |                |                |                |                |                |                |                |                |                |

### Статистика в Джи-Лиге
| Сезон                                                                                    | Команда          | Регулярный сезон | Регулярный сезон | Регулярный сезон | Регулярный сезон | Регулярный сезон | Регулярный сезон | Регулярный сезон | Регулярный сезон | Регулярный сезон | Регулярный сезон | Регулярный сезон | Серия плей-офф | Серия плей-офф | Серия плей-офф | Серия плей-офф | Серия плей-офф | Серия плей-офф | Серия плей-офф | Серия плей-офф | Серия плей-офф | Серия плей-офф | Серия плей-офф |
| Сезон                                                                                    | Команда          | GP               | GS               | MPG              | FG%              | 3P%              | FT%              | RPG              | APG              | SPG              | BPG              | PPG              | GP             | GS             | MPG            | FG%            | 3P%            | FT%            | RPG            | APG            | SPG            | BPG            | PPG            |
| ---------------------------------------------------------------------------------------- | ---------------- | ---------------- | ---------------- | ---------------- | ---------------- | ---------------- | ---------------- | ---------------- | ---------------- | ---------------- | ---------------- | ---------------- | -------------- | -------------- | -------------- | -------------- | -------------- | -------------- | -------------- | -------------- | -------------- | -------------- | -------------- |
| 2017/18                                                                                  | Саут-Бей Лейкерс | 2                | 2                | 32,1             | 42,4             | 31,3             | 37,5             | 5,5              | 2,0              | 1,5              | 0,5              | 18,0             | Не участвовал  | Не участвовал  | Не участвовал  | Не участвовал  | Не участвовал  | Не участвовал  | Не участвовал  | Не участвовал  | Не участвовал  | Не участвовал  | Не участвовал  |
|                                                                                          | Всего            | 2                | 2                | 32,1             | 42,4             | 31,3             | 37,5             | 5,5              | 2,0              | 1,5              | 0,5              | 18,0             | Не участвовал  | Не участвовал  | Не участвовал  | Не участвовал  | Не участвовал  | Не участвовал  | Не участвовал  | Не участвовал  | Не участвовал  | Не участвовал  | Не участвовал  |
| Наведите курсор мыши на аббревиатуры в заголовке таблицы, чтобы прочесть их расшифровку. |                  |                  |                  |                  |                  |                  |                  |                  |                  |                  |                  |                  |                |                |                |                |                |                |                |                |                |                |                |

### Статистика в NCAA
| Сезон | Команда   | Conf     | Class | GP  | GS | MPG  | FG%  | 3P%  | FT%  | RPG | APG | SPG | BPG | PPG  |
| --- | --------- | -------- | ----- | --- | -- | ---- | ---- | ---- | ---- | --- | --- | --- | --- | ---- |
| 2013/14 | Вилланова | Big East | FR    | 34  | 1  | 21,4 | 50,0 | 31,3 | 67,7 | 4,4 | 0,9 | 0,6 | 0,3 | 7,8  |
| 2014/15 | Вилланова | Big East | SO    | 36  | 2  | 25,5 | 51,5 | 46,4 | 67,0 | 4,5 | 1,5 | 1,1 | 0,4 | 10,1 |
| 2015/16 | Вилланова | Big East | JR    | 40  | 39 | 31,4 | 51,3 | 35,7 | 75,2 | 6,8 | 1,9 | 1,2 | 0,3 | 15,5 |
| 2016/17 | Вилланова | Big East | SR    | 36  | 35 | 33,1 | 51,0 | 40,4 | 74,7 | 6,4 | 2,9 | 1,6 | 0,3 | 18,7 |
| Всего | Всего     | Всего    | Всего | 146 | 77 | 28,0 | 51,1 | 38,9 | 72,0 | 5,6 | 1,8 | 1,1 | 0,3 | 13,2 |
| Наведите курсор мыши на аббревиатуры в заголовке таблицы, чтобы прочесть их расшифровку Статистика приведена с сайта sports-reference.com |           |          |       |     |    |      |      |      |      |     |     |     |     |      |

## Личная жизнь
Харт играет в видеоигры, такие как Call of Duty: Modern Warfare, на своем канале на платформе Twitch.
Он болеет за клуб своего родного города «Вашингтон Коммандерс» и за футбольный клуб английской Премьер-лиги «Челси»[58][59].
В октябре 2020 года он пожертвовал 10 000 долларов на помощь пострадавшим от лесных пожаров в долине Напа.
Харт женат на Шеннон Филлипс, с которой у него есть мальчики-близнецы, родившиеся в мае 2023 года. Его двоюродный дедушка - бывший игрок «Нью-Йорк Янкис» Элстон Ховард.